# Blauer Rain (Werbach)
Blauer Rain ist ein Wohnplatz der Gemeinde Werbach im Main-Tauber-Kreis im Nordosten Baden-Württembergs.

## Geographie
Der Blaue Rain befindet sich kurz vor dem Ortsausgang von Werbach aus Richtung Werbachhausen an der rechten Hangseite des Welzbachtals.
Der Blauer-Rain-Graben führt vom Attenberg kommend am Wohnplatz Blauer Rain vorbei und mündet beim Werbacher Wohnplatz Weidenmühle von rechts in den rechten Mündungsarm des Welzbachs, nachdem kurz zuvor der Schlund als linker Mündungsarm des Welzbachs abzweigt.

## Verkehr
Die gleichnamige Straße Blauer Rain zweigt nach dem Werbacher Ortsende von der L 2297 in nordöstlicher Richtung ab und führt den Hang zum Wohnplatz hinauf.